# Mordellistena luteovittata
Mordellistena luteovittata là một loài bọ cánh cứng trong họ Mordellidae. Loài này được Ermisch miêu tả khoa học năm 1962.

## Hình ảnh

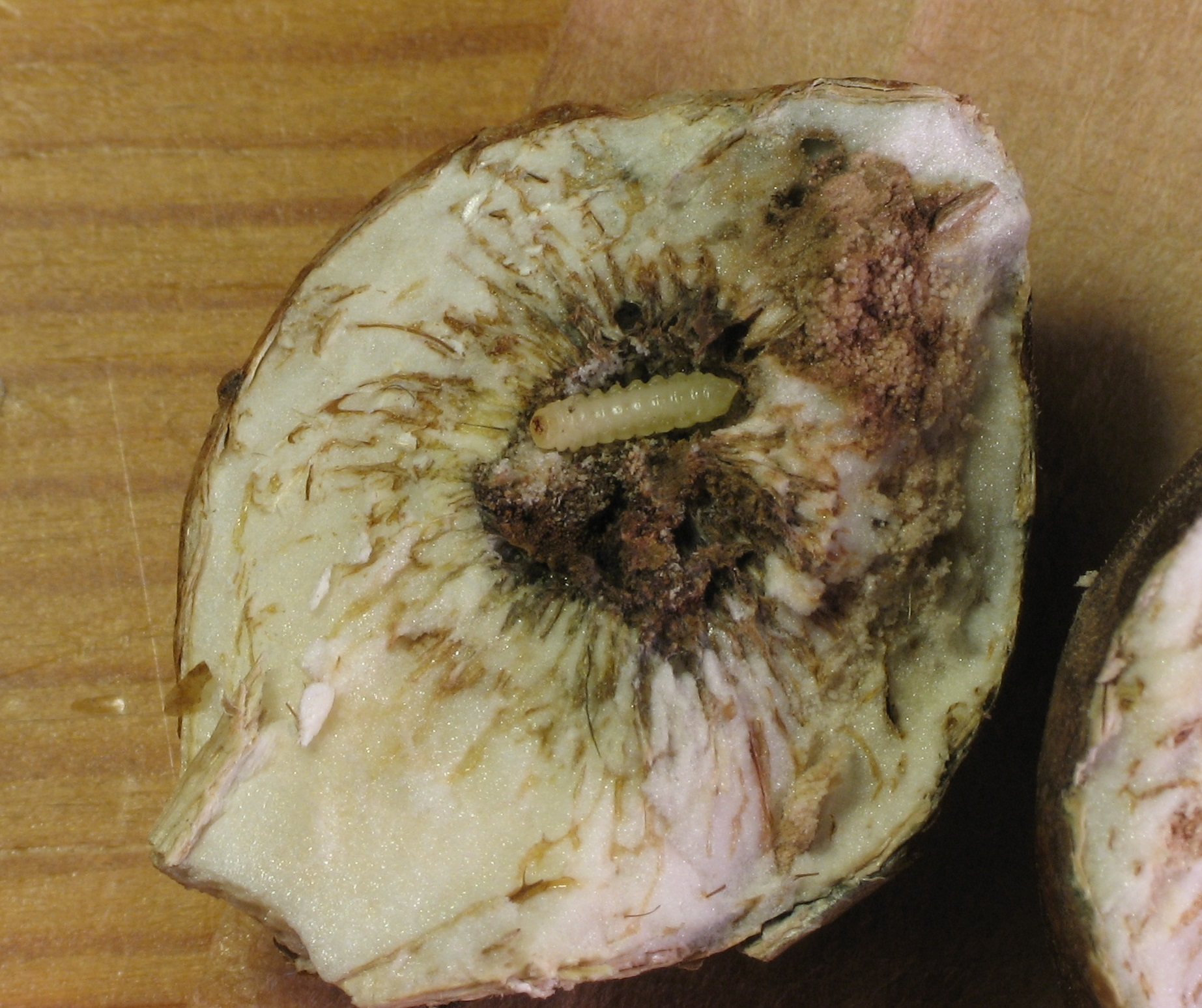